# Registry of Toxic Effects of Chemical Substances
Registry of Toxic Effects of Chemical Substances (RTECS) är en databas inrättad av United States National Institute for Occupational Safety and Health (NIOSH), en motsvarighet till svenska Arbetsmiljöverket. Sedan 2001 har ansvaret för underhåll av RTECS delegerats till det privata företaget Symux Technologies.